# Colobodactylus dalcyanus
Colobodactylus dalcyanus — вид ящірок родини гімнофтальмових (Gymnophthalmidae). Ендемік Бразилії. Вид названий на честь бразильського ентомолога Далсі де Олівейри Альбукерке (1902–1982).

## Поширення і екологія
Colobodactylus dalcyanus мешкають в горах Серра-да-Мантикейра на території штатів Сан-Паулу і Ріо-де-Жанейро, зокрема в Національному парку Ітатіая, в муніципалітеті Кампус-ду-Жордау та на схилах гори Піку-дус-Марінс. Вони живуть в гірських атлантичних лісах, в лісові підстилці, та на високогірних луках.

## Збереження
МСОП класифікує цей вид як такий, що перебуває під загрозою зникнення. Colobodactylus dalcyanus загрожує знищення природного середовища.